# Sadove, Korostîșiv
Sadove (în ucraineană Садове) este localitatea de reședință a comunei Sadove din raionul Korostîșiv, regiunea Jîtomîr, Ucraina.

## Demografie
Componența lingvistică a localității Sadove
     Ucraineană (99,09%)
     Alte limbi (0,91%)
Conform recensământului din 2001, majoritatea populației localității Sadove era vorbitoare de ucraineană (99,09%), existând în minoritate și vorbitori de alte limbi.